# Вербляни (Золочівський район)
Вербля́ни — село в Україні, в Буській міській громаді Золочівського району Львівської області. Орган місцевого самоврядування — Буська міська рада. Населення становить 375 осіб. Колишній орган місцевого самоврядування — Боложинівська сільська рада, якій підпорядковувалися села Вербляни, Заболотне та Підставки. Від 2021 року ці села належать до Боложинівського старостинського округу.

## Географія
Відстань до обласного центру становить 57 км, до районного центру — 35 км, до центру громади становить 5 км, що проходять автошляхами обласного та місцевого значення. Відстань до найближчої залізничної станції Закомар'я — 11 км.

## Населення
Станом на початок 1939 року у Верблянах мешкало 2020 осіб, з них: 1340 українців, 10 поляків, 120 польських колоністів, 490 латинників та 60 євреїв. За даними всеукраїнського перепису населення 2001 року у селі мешкало 375 осіб.
Мова
Розподіл населення за рідною мовою за даними перепису 2001 року був наступним:
| українська | 375 | 100,00 |

## Назва
Назву «Вербляни» походить від назви племені - Вербляни, як і сусідні села Дубляни, Могиляни[джерело?]. А не від верб, котрих багато зростає у цій місцевості.

## Історія
У «Географічному словнику Королівства Польського та інших слов'янських теренів», виданому у 1893 році подається наступна інформація стосовно села: «Вербляни — село у Кам'янко-Струмилівському повіті, 30 км на південний схід від Кам'янки-Струмилівської, 6 км на північний схід від повітового суду та поштової адміністрації у Буську. На сході лежать Гумниська, на півдні Гумниська та Буськ, на заході Буськ та Яблунівка, на півночі Адами та Боложинів (село Бродського повіту). Через південну частину села тече річка Слотвина, притока Західного Бугу. На південному заході розташований присілок Мирочин, на південному сході Чучмани Гумниські (в долині Слотвини), на півночі і сході Чучмани Заболотні. Більшу власність має граф Казимир Бадені — 261 морг орних земель, 152 морги лук та садів, 59 моргів пасовиськ, 968 моргів лісу. У 1880 році було 151 будинок, 982 мешканці у гміні та 8 будинків, 50 мешканців в маєтку, з них, 586 греко-католиків, 352 римо-католиків, 94 юдеї або ж 868 русинів, 155 поляків, 9 німців. Римо-католицька парафія у Буську, греко-католицька у Гумниськах. В селі є однокласна школа».

## Сакральні споруди

### Церква Собору Святого Князя Володимира з дзвіницею
Церкву збудовано у 1904—1907 роках за проєктом архітектора Василя Нагірного на добровільні кошти парафіян. Будівельні роботи виконав майстер на прізвище Бойко. На надпоріжнику західних дверей церкви вирізьблена дата: «Р. Б. 1865». На думку історика архітектури Василя Слободяна, що саме у цьому році була збудована попередниця сучасної дерев'яної церкви. На північний-захід від церкви розташована дерев'яна двоярусна дзвіниця, збудована у 1913 році. У 1992 році художник О. Гринець розмалював іконостас церкви. У 2008 році розпочали зовнішній ремонт святині.

## Інфраструктура
В селі діє сільський заклад культури, в якому функціюють Народний дім та бібліотечний пункт КЗ «Буська міська публічна бібліотека імені Івана Котляревського».
Від 1997 року в селі працює СТзОВ «Вербляни», що спеціалізується на вирощуванні зернових, зернобобових та насіння олійних культур.
За межами села Вербляни планують побудувати завод з утилізації сільськогосподарських відходів. Наразі відбуваються обговорення детального плану території для будівництва та обслуговування об'єктів енергокомплексу за межами в селі Вербляни Буської територіальної громади Золочівського району.

## Екотуризм
На території кафе «Трафік», що на вулиці Будівельників, у Верблянах розташований придорожній комплекс «Садиба Єнота» — міні-зоопарк з єнотами-полоскунами, свійськими тваринами, екзотичними птахами, створений Андрієм та Тетяною Мужик з Красного. Садиба працює щодня, крім понеділка, від одинадцятої ранку до сьомої вечора. 

## Відомі люди
- Кшивецький Роман Сергійович (24 квітня 2002, с. Вербляни — 9 січня 2023, поблизу м. Дружківка, Краматорський район, Донецька область) — український військовик, учасник російсько-української війни. Стрілець-снайпер. Нагороджений орденом «За мужність» III ступеня (посмертно)[18].